# Фошнянская волость (Брянский уезд)
Фо́шнянская (устар. Хво́щенская) волость — административно-территориальная единица в составе Брянского (с 1921 — Бежицкого) уезда.
Административный центр — село Фошня (устар. Хво́щна).

## История
Первое упоминание о Хвощенской волости (в старое время преобладало именно такое написание) относится к началу XVII века. Однако в XVIII веке это понятие становится историческим и постепенно выходит из употребления.
Фошнянская волость была вновь образована в связи с введением волостного деления в ходе реформы 1861 года; по площади являлась одной из крупнейших в уезде, так как свыше 80% её территории занимали леса.
В 1920-е годы из состава Фошнянской волости была выделена новообразованная Жуковская волость.
В ходе укрупнения волостей, 26 февраля 1925 года Фошнянская волость была упразднена, а её территория присоединена к Жуковской волости.
Ныне территория бывшей Фошнянской волости разделена между Жуковским, Дятьковским и Брянским районами Брянской области.

## Административное деление
В 1920 году в состав Фошнянской волости входили следующие сельсоветы: Александровский, Бацкинский, Велейский, Гришинослободской, Ивотской, Косиловский, Краснослободский, Любегощенский, Матрёновский, Месковский, Николаевский, Новолавшинский, Поляковский, Приютинский, Саковский, Сидоровский, Староковалевский, Старолавшинский, Фошнянский 1-й и 2-й, Хапиловский, Ходиловичи.